# Kartoffelvirus M
Kartoffelvirus M (auch Kartoffel-Rollmosaik-Virus, Kartoffelvirus E, Kartoffelvirus K, englisch Potato virus M, PotVM oder PVM; alias Potato virus E, Potato paracrinkle virus; Spezies Carlavirus misolani) ist ein Pflanzenvirus (Phytovirus), dessen Viruspartikel (Virionen) filamentöse (fadenförmige) Gestalt haben. Das Genom besteht aus einer Einzelstrang-RNA positiver Polarität. PVM gehört zur Gattung Carlavirus, diese ist ein Mitglied der Unterfamilie Quinvirinae in der Familie Betaflexiviridae der Ordnung Tymovirales.
PVM befällt vor allem die Kartoffel Kartoffel (Solanum tuberosum), aber auch andere Nachtschattengewächse (Solanaceae) und einige  Hülsenfrüchtler (Fabaceae).
PVM wird von Blattläusen auf nicht-persistente Weise übertragen.
Das Virus verursacht ein weiches Einrollen der oberen Blätter (Symptom „Löffelblatt“) und Mosaiksymptome auf der Blattspreite.
Es ist weltweit verbreitet und insbesondere in Mittel- und Osteuropa präsent.

## Beschreibung
PVM hat filamentöse (leicht gebogene, länglich-zylindrische) Viruspartikel, mit einer Länge von ca. 650 nm bei einem Querschnittsdurchmesser von 12 nm und helikaler Symmetrie.

## Genom

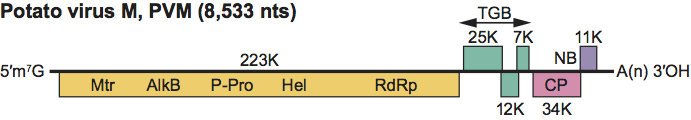
Genomkarte von PVM

Das Genom besteht aus einem unsegmentierten Einzelstrang-RNA-Molekül positiver Polarität, d.  (+)ssRNA. Diese macht etwa 6 % der Partikelmasse aus.

## Vorkommen
PVM ist weltweit verbreitet und insbesondere in Mittel- und Osteuropa, etwa in Serbien, präsent, aber die Prävalenz dieses Virus ist geringer als andere Virosen der Kartoffeln.

## Wirtsspektrum
Das Virus hat ein enges Wirtsspektrum, wobei der Hauptwirt die Kartoffel (Solanum tuberosum) ist.
Es wurde auch auf anderen Pflanzen aus der Familie der
Nachtschattengewächse (Solanaceae), etwa
dem Bittersüßen Nachtschatten (Solanum dulcamara),
dem Jasminblütigen Nachtschatten (Solanum jasminoides) einschließlich
der Tomate (Solanum lycopersicum) gefunden, und kann auch einige
Hülsenfrüchtler (Fabaceae), wie
die Gartenbohne (Phaseolus vulgaris), befallen.
Die Schäden an Kartoffelkulturen variieren je nach Pflanzensorte und Virusstamm.
Die Forschung in einigen wilden Kartoffelspezies hat Gene für die Resistenz gegen PVM identifiziert, darunter Solanum palustre und Solanum sparsipilum (Solanum sect. Etuberosum bzw. S. sect. Petota, beide in der Kartoffel-Klade der Untergattung Potatoe).

## Pathogenese
Das Virus ist hartnäckig und verbreitet sich über weite Strecken durch infiziertes Pflanzmaterial. Während der Vegetationsperiode verbreitet es sich unaufhaltsam und mechanisch auf den Blättern.
Zu den Vektoren gehören
die Grüne Pfirsichblattlaus (Myzus persicae),
die Faulbaumlaus (Aphis frangulae),
die Kreuzdornlaus (Aphis nasturtii) und
die Grünstreifige Kartoffelblattlaus (Macrosiphum euphorbiae).

## Symptome und wirtschaftliche Bedeutung
Je nach Virusstamm und Kartoffelsorte reichen die Symptome von kaum merklichen Mosaiken und Blattverdrehungen bis hin zu akuten Symptomen wie Verkümmerung, starken Mosaiken und Blattverdrehungen, Faltenbildung und Nekrosen. Sehr häufig findet man das Virus an Kartoffeln mit Mischinfektionen, insbesondere mit anderen Kartoffelviren. Das Virus kann den Ertrag um bis zu 30 % reduzieren.

## Vorbeugende Maßnahmen
Die wichtigste vorbeugende Maßnahme ist die Pflanzung von gesundem Pflanzgut, das unter strenger Einhaltung von Zertifizierungssystemen (EPPO) gewonnen wurde. Ribavirin hat positive Ergebnisse bei der chemischen Bekämpfung von Kartoffelvirus M und Kartoffelvirus S (beide in der Gattung Carlavirus) gezeigt. Aufgrund der ständigen Übertragung des Virus bietet die Vektorunterdrückung keinen ausreichenden Schutz vor einer Virusinfektion. Der räumliche Abstand der wachsenden Pflanzkartoffeln ist wichtig. Um eine mechanische Übertragung zu vermeiden, sollte das Werkzeug desinfiziert und die Bewegung durch den Bestand reduziert werden.